# Xavier de Fürst
Xavier de Fürst (né le 4 mai 1948) est un haut fonctionnaire français.

## Biographie
Xavier de Fürst fait ses études à l'école spéciale militaire de Saint-Cyr Coëtquidan. Il devient en 1993 sous-préfet de Châteaulin puis est nommé directeur de cabinet de Philippe Marland (préfet des Alpes-Maritimes) en 1995. Il est ensuite secrétaire général de la préfecture de la Marne de 1998 à 2002 avant d'être chef du cabinet civil de Michèle Alliot-Marie au ministère de la Défense de 2002 à 2005.
Il est nommé administrateur supérieur de Wallis-et-Futuna le 16 décembre 2004. Il arrive à Wallis en 2005 dans le contexte d'une crise coutumière. Son prédécesseur Christian Job a suspendu le 24 mai 2005 la pension de 5 500 € que le gouvernement français verse au roi de Wallis Tomasi Kulimoetoke II, à cause du refus de celui-ci de livrer à la police son petit-fils, coupable de meurtre alors qu'il conduisait en état d'ivresse.
Le successeur de Xavier de Fürst à Wallis-et-Futuna est Richard Didier. De Fürst est nommé préfet délégué pour la sécurité et la défense auprès du préfet de la région Rhône-Alpes en 2006.